# Józef Dziadura
Józef Wiktor Dziadura (ur. 21 maja 1917 w Słupicy, zm. 26 września 1997 w Warszawie) – generał brygady Wojska Polskiego.

## Życiorys
Przed wojną skończył 7 klas szkoły powszechnej. Pracował w zakładzie kowalskim i na roli w gospodarstwie rodziców, a w latach 1937–1938 odbył służbę wojskową w 1 dywizjonie pociągów pancernych w Legionowie. Po ukończeniu szkoły podoficerskiej został kapralem i dowódcą drużyny. W 1939 pracował krótko na kolei jako strażnik i zwrotniczy. Uczestnik wojny 1939, dostał się do niewoli sowieckiej. Wywieziony na Syberię, gdzie był maszynistą i przebywał tam do 30 listopada 1940 roku.
Od 12 lipca 1943 w 1 Dywizji Piechoty im. Tadeusza Kościuszki, następnie w 2 Dywizji Piechoty im. H. Dąbrowskiego, z którą przeszedł szlak bojowy służąc w 2 dywizjonie artylerii przeciwpancernej. Od sierpnia 1943 dowódca plutonu rusznic przeciwpancernych, awansowany 22 sierpnia 1943 na chorążego. Od 11 września 1944 do 31 grudnia 1945 skierowany do Szkoły Oficerskiej 1 Armii WP na dowódcę szkolnego plutonu strzeleckiego, a 18 grudnia 1944 awansowany na podporucznika i wyznaczony na stanowisko dowódcy kompanii. 23 maja 1945  został porucznikiem. Po odbyciu kursu dowódców batalionu (od 3 marca do 30 listopada 1947) w Wyższej Szkole Piechoty w Rembertowie do 14 grudnia 1949 pełnił obowiązki szefa sztabu pułku i dowódcy 37 pułku piechoty. 27 marca 1948 awansował na majora. Od 15 grudnia 1949 dowodził 18 pułkiem piechoty.
Przebywał od 1 października 1951 do 7 sierpnia 1952 na kursie doskonalenia oficerów ASG. Od 8 sierpnia 1952 dowódca 1 pułku piechoty. W czasie dowodzenia pułkiem otrzymał awans na podpułkownika. Dowódca 1 Dywizji Piechoty od 20 listopada 1952 do 10 października 1955 roku. Od 9 lipca 1955 pułkownik a od 11 października 1955 do 7 grudnia 1956 dowódca 5 Saskiej Dywizji Piechoty. Szef Zarządu III Głównego Zarządu Szkolenia Bojowego, Komendant garnizonu miasta stołecznego Warszawy od Wigilii 1963 i szef Wojewódzkiego Sztabu Wojskowego. W 1959 ukończył Wojskową Akademię Sztabu Generalnego Sił Zbrojnych ZSRR im Woroszyłowa.

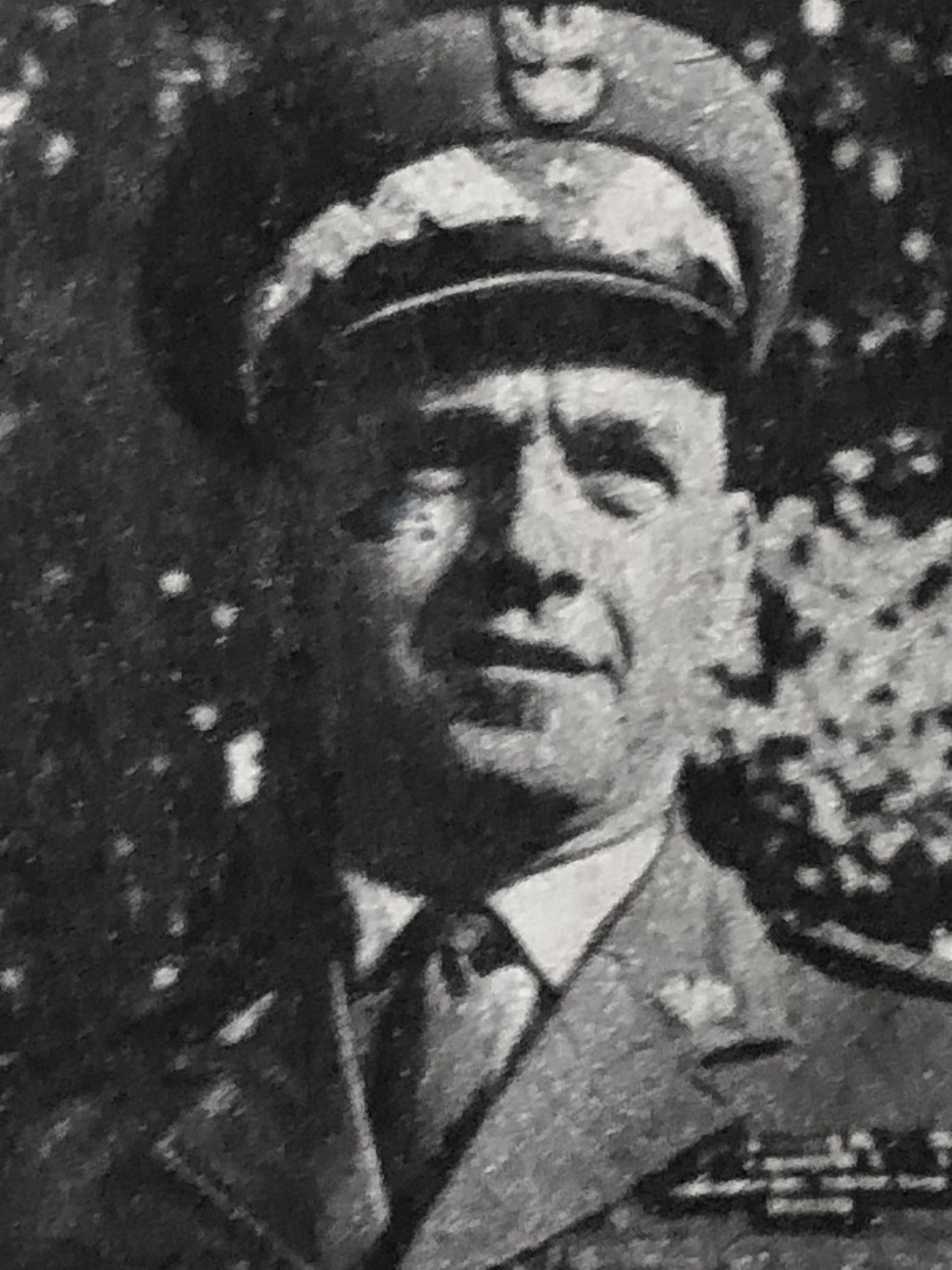
Generał Józef Dziadura podczas przygotowań do defilady 1000-lecia Państwa Polskiego, 1966

6 października 1962 uchwałą Rady Państwa Nr 42/62 mianowany do stopnia generał brygady (nominację otrzymał od przewodniczącego Rady Państwa Aleksandra Zawadzkiego). Od 14 października 1972 do 1 października 1973 szef polskiej misji w Międzynarodowej Komisji Kontroli i Nadzoru w Korei. Od 2 października 1973 w dyspozycji MON. W wieku 58 lat, 6 czerwca 1975 roku na wniosek Wojskowej Komisji Lekarskiej został zwolniony do rezerwy. Pożegnany wraz z grupą odchodzących w stan spoczynku generałów przez ministra obrony narodowej gen. armii Wojciecha Jaruzelskiego. 
Pochowany na cmentarzu Powązki Wojskowe w Warszawie (kwatera B4-7-10a.

## Odznaczenia
- Krzyż Komandorski Orderu Odrodzenia Polski (1974)[3]
- Order Sztandaru Pracy II klasy (1963)
- Krzyż Kawalerski Orderu Odrodzenia Polski (1958)
- Srebrny Krzyż Virtuti Militari (1945)[3]
- Krzyż Walecznych (1945)
- Srebrny Krzyż Zasługi (1951)
- Medal za Warszawę 1939–1945 (1951)
- Medal za Odrę, Nysę, Bałtyk
- Medal 10-lecia Polski Ludowej
- Medal 30-lecia Polski Ludowej
- Medal 40-lecia Polski Ludowej
- Medal Zwycięstwa i Wolności 1945
- Złoty Medal „Siły Zbrojne w Służbie Ojczyzny” (1958)
- Srebrny Medal Siły Zbrojne w Służbie Ojczyzny
- Brązowy Medal Siły Zbrojne w Służbie Ojczyzny
- Brązowy Medal „Za zasługi dla obronności kraju” (1967)
- Odznaka „Przodujący Kolejarz” (1968)[6]
- Złota odznaka honorowa „Za Zasługi dla Warszawy” (1965)[7]
- Order Wojny Ojczyźnianej I stopnia (ZSRR)
- Medal „Za zwycięstwo nad Niemcami w Wielkiej Wojnie Ojczyźnianej 1941–1945”
- Order Flagi Narodowej II klasy (KRLD) (1973)
- i inne